# Швець Єфросинія Іванівна
Єфросинія Іванівна Швець (Шевчиха) (бл. 1739 — 24 березня (5 квітня) 1810, с. Кирилівка (нині — Шевченкове Звенигородського району Черкаської області) — українська селянка, прабабуся українського поета і художника Тараса Шевченка по батьківській лінії, дружина Андрія Швеця, родоначальниця кирилівської гілки роду Шевченків.

## Біографія
Єфросинія народилася приблизно в 1739 році. Була одружена з Андрієм Швецем — кирилівським селянином-ремісником, який займався шевством і був одним із небагатьох господарів села, що сплачували високий чинш (21 злотий), що свідчить про особливий соціальний статус.

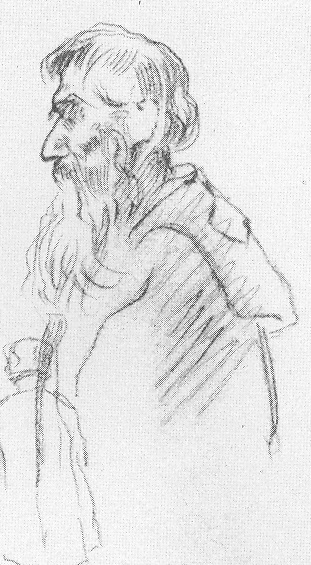
Син Єфросинії та Андрія — Іван (рідний дід Тараса Шевченка). Малюнок Тараса Шевченка. Олівець, травень 1843 р.

Мала щонайменше п'ятеро дітей: Івана (1756—1849, дід Тараса Шевченка), Івана (1766 -> 1786), Кіндрата (1767—1827), Олексія (1775—1822), Оксану (1768 -> 1798).
За Інвентарем села Кирилівка 1779 року, її чоловік Андрій Швець був ремісником, а отже — представником невеликої категорії селян-ремісників, які відігравали важливу роль у соціальній структурі села. Станом на 1787 рік, згідно зі сповідним розписом, Єфросинії було 48 років.
Чоловік Єфросинії, Андрій, помер між 1787 і 1795 роками. У ревізькій казці с. Кирилівка за 1795 рік Єфросинія вже фігурує як вдова, родина якої займається хліборобством.

## Міф про походження Єфросинії Іванівни та її чоловіка
До недавнього часу був поширений міф, згідно з яким саме Єфросинія Іванівна була донькою козака Івана Швеця — чоботаря за фахом, який після смерті дружини самостійно виховував її як єдину дитину. Коли до села Кирилівка прибув Андрій Безрідний, колишній кошовий писар Запорозької Січі, він нібито одружився з Єфросинією та оселився в господарстві її батька. Згідно з традицією, приймак узяв прізвище родини дружини, тож Андрій став Шевченком.
Ця романтизована легенда побутувала в науково-популярних та краєзнавчих джерелах упродовж тривалого часу. Проте вона була повністю спростована завдяки вивченню сповідальних розписів, інвентарів та ревізьких казок другої половини XVIII — початку XIX століття.

## Смерть і похорон

Шевченківський коледж

Єфросинія померла 24 березня (5 квітня) 1810 року в селі Кирилівка у віці приблизно 71 рік від «натуральної хвороби», хоча в записі про її смерть було помилково вказано вік 82 роки.
Про її похорон зберігся архівний документ, який засвідчує скандальну подію — п'яний місцевий священник Терентій Помазанський вдарив селянина Євстрата Клименченка хрестом по лобі та обізвав дурнем і свинею через нібито неправильно виконане хресне знамення:

| «Того ж 24 марта, когда позван он, Священник Помазанский, тамошним жителем Алексеем Шевченком погребать его матерь и буди так в пьяном образе, что едва мог погребение отправить и при последнем целовании тамошнего жителя Евстратия Клименченка подошедшего к нему, Священнику Помазанскому, целовать креста, то он, Священник, заметил его, Клименченка, якобы не так перекрестившегося, бил крестом по лбу и ругая называл дураком и свинею, при том своею рукою на Клименченку будьто бы кладя крест так крепко у живот ударил, что Клименченко едва отдохнуть мог и чуть пред ним, Священником, на ногах удержался». |
Згодом требу над тілом покійної звершував інший священник — протоієрей Василь Губський.
Місця поховання, як і саме кладовище не зберіглося. Радянська влада зрівняла кладовище із землею і побудувала на цьому місці в 1923 році середній навчальний заклад сільськогосподарського типу (з 2010 року — Шевченківський коледж Уманського національного університету садівництва).